# Pedro Beato
Pedro Beato (Santo Domingo, 27 de octubre de 1986) es un lanzador de relevo dominicano que juega para los Philadelphia Phillies de las Grandes Ligas. Anteriormente jugó con los New York Mets, Boston Red Sox y Atlanta Braves.

## Inicios
Beato asistió a la Xaverian High School en Brooklyn, Nueva York. Fue seleccionado por los Mets de Nueva York en la ronda 17 del draft de 2005 de la Major League Baseball, pero no firmó. Optó por asistir al St. Petersburg College.

## Carrera profesional

### Baltimore Orioles
Beato fue seleccionado por los Orioles de Baltimore en la primera ronda (32 en total) del draft de Grandes Ligas de 2006.
Al entrar en la temporada 2007, Beato fue calificado como el 99 mejor prospecto del béisbol por la revista Baseball America. Participó en el Juego de Futuras Estrellas de 2007.

### New York Mets
En el draft de Regla 5 de 2010, Beato fue seleccionado por los Mets de Nueva York, y formó parte de la plantilla del equipo para el Día Inaugural de la temporada 2011. Hizo su debut en Grandes Ligas el 1 de abril de 2011.
En sus primeras 18.2 entradas, Beato permitió 0 carreras limpias, estableciendo un récord de franquicia de más tiempo sin permitir anotaciones al iniciar una carrera. En esos 18.2 innings, solo permitió nueve hits y tres boletos. El 21 de abril consiguió su primera victoria en Grandes Ligas.
El 4 de mayo fue enviado a la lista de lesionados con una lesión en el codo y Michael O'Connor fue llamado a ocupar su puesto en el bullpen. El 17 de mayo regresó junto a Rubén Tejada mientras que Ryota Igarashi y Chin-lung Hu fueron enviados a las menores. En total, lanzó 67 entradas de relevo con 4.30 de efectividad en su primera temporada en las mayores.

### Boston Red Sox
Durante la temporada 2012, Beato fue transferido a los Medias Rojas de Boston a cambio del receptor Kelly Shoppach. Sin embargo, fue puesto en asignación el 19 de diciembre de 2012.
Beato inició la temporada 2013 con los Pawtucket Red Sox de Clase AAA, y fue llamado a las mayores el 16 de junio, registrando un total de 10 entradas lanzadas con 3.60 de efectividad. El 23 de octubre de 2013, fue nuevamente colocado en asignación por el equipo.

### Cincinnati Reds
Los Rojos de Cincinnati reclamaron a Betao el 31 de octubre de 2013, pero el 30 de marzo de 2014, justo antes de iniciar la temporada, fue liberado por el equipo.

### Atlanta Braves
El 2 de abril de 2014, Beato fue reclamado por los Bravos de Atlanta. Fue asignado a los Gwinnett Braves de Clase AAA, y fue llamado el 17 de junio para reemplazar al lesionado David Carpenter. Sin embargo, él también se lesionó, y solo lanzó 4.1 entradas durante la temporada en las mayores.

### Philadelphia Phillies
Luego de jugar en el sistema de ligas menores de los Orioles de Baltimore durante las temporadas 2015 y 2016, Beato firmó un contrato de ligas menores con los Filis de Filadelfia el 7 de enero de 2017. Fue añadido a la plantilla de 40 jugadores el 29 de julio y debutó con el equipo esa misma noche, pero salió del encuentro con una lesión en el tendón de la corva. Fue colocado en asignación el 17 de agosto.